# Single Collection (石田燿子のアルバム)
『Single Collection』（シングル・コレクション）は、2007年9月21日に発売された石田燿子初のベストアルバム。

## 概要
ジェネオンでリリースされたシングルを全て収録したベストアルバム。

## 収録曲
1. Sugar Baby Love
  - 作詞・作曲：TONY WADDINGTON・W.BICERTON、日本語詞：Joe Lemon、編曲：光宗信吉
  - 5枚目のシングル。BS-iアニメ『ちっちゃな雪使いシュガー』オープニングテーマ
2. 紅の静寂
  - 作詞：石田燿子、作曲・編曲：村上正芳
  - 12枚目のシングル。アルバム初収録。UHFアニメ『灼眼のシャナ』後期エンディングテーマ
3. たからもの
  - 作詞：石田燿子、作曲・編曲：増田俊郎
  - 9枚目のシングル。UHFアニメ『藍より青し〜縁〜』オープニングテーマ
4. 幸せのいろ
  - 作詞：石田燿子、作曲：田中公平、編曲：村瀬恭久
  - 13枚目のシングル。アルバム初収録。TBS系アニメ『ああっ女神さまっ それぞれの翼』オープニングテーマ
5. 言えないから
  - 作詞：石田燿子、作曲：奥井雅美、編曲：長岡成貢
  - 7枚目のシングル。NHK BS2アニメ『ぷちぷり*ユーシィ』エンディングテーマ
6. 真実の扉
  - 作詞：こさかなおみ、作曲・編曲：川井憲次
  - 8枚目のシングル。UHFアニメ『ガンパレード・マーチ 〜新たなる行軍歌〜』オープニングテーマ
7. 夏色のカケラ
  - 作詞：くまのきよみ、作曲・編曲：渡辺剛
  - 10枚目のシングル。BS-iアニメ『この醜くも美しい世界』エンディングテーマ
8. 僕らのキセキ
  - 作詞：石田燿子、作曲・編曲：多田彰文
  - 13枚目のシングルのカップリング曲。アルバム初収録。TBS系アニメ『ああっ女神さまっ それぞれの翼』エンディングテーマ
9. power of love
  - 作詞：おたっきぃ佐々木・石田燿子、作曲：奥井雅美、編曲：Monta
  - 2枚目のアルバム『all of me』収録曲。文化放送『超機動放送アニゲマスター』メインテーマ
10. OPEN YOUR MIND 〜小さな羽根ひろげて〜
  - 作詞：石田燿子、作曲：田中公平、編曲：岸村正実・浜口史郎
  - 11枚目のシングル。TBS系アニメ『ああっ女神さまっ』オープニングテーマ
11. 願い
  - 作詞：石田燿子、作曲・編曲：多田彰文
  - 11枚目のシングルのカップリング曲。アルバム初収録。TBS系アニメ『ああっ女神さまっ』エンディングテーマ
12. 永遠の花
  - 作詞：相田毅、作曲・編曲：増田俊郎
  - 6枚目のシングル。フジテレビ系アニメ『藍より青し』オープニングテーマ